# Gyna costalis
Gyna costalis es una especie de cucaracha del género Gyna, familia Blaberidae.

## Distribución
Esta especie se encuentra en Sierra Leona, Ghana, Togo, Camerún y Angola (Cabinda).